# 瑪利灣學校
瑪利灣學校（英語：Marycove School）是香港一間群育學校，位於香港島香港仔南朗山道32號，為在個人行為、情緒或學習方面適應有困難的女學生提供良好的學習機會。

## 服務對象
瑪利灣學校為在行為情緒有困擾的女童提供小六至中六的課程，讓每位學生都能感受到被歡迎、被接受和得到被尊重的對待。善牧會盡力在學校內宣揚非暴力文化，推動公義與和平。學校的服務使命是為在個人行為、情緒或學習方面適應有困難的女學生提供良好的學習機會，以達致德、智、體、群、美及靈性上的成長，並與她們同行並進，邁向積極人生，貢獻社會。

## 學校設施
課室11間、電腦室2間、綜合科學室1間、輔導教學室，會談室、醫療室、學生活動中心、圖書館、資源中心、音樂室、家政室、視覺藝術室、禮堂、籃球場、有蓋操場、美容及美髮室。

## 開設科目

### 小五及小六
中國語文、英國語文、數學、常識、宗教、電腦、音樂、普通話、體育、視覺藝術、閱讀課、其他學習經歷課程、價值教育、情緒教育、班主任課。

### 初中
中國語文、英國語文、數學、生活與社會、綜合科學、宗教、電腦、普通話、體育、家政、音樂、視覺藝術、閱讀課、其他學習經歷課程、情緒教育、價值教育、班主任課。

### 高中
中國語文、英國語文、數學、公民與社會、旅遊與款待、企業、會計及財務概論、視覺藝術、宗教、體育、應用學習、其他學習經歷課程。

## 外部連結
- 學校網頁 （页面存档备份，存于）
- 特殊學校概覽 - 瑪利灣學校 （页面存档备份，存于）